# Медзежа
Медзежа (пол. Miedzierza) — село в Польщі, у гміні Смикув Конецького повіту Свентокшиського воєводства.
Населення — 477 осіб (2011).
У 1975-1998 роках село належало до Келецького воєводства.

## Демографія
Демографічна структура на день 31 березня 2011 року:
|          | Загалом | Допрацездатний вік | Працездатний вік | Постпрацездатний вік |
| -------- | ------- | ------------------ | ---------------- | -------------------- |
| Чоловіки | 237     | 45                 | 168              | 24                   |
| Жінки    | 240     | 49                 | 136              | 55                   |
| Разом    | 477     | 94                 | 304              | 79                   |